# David con la cabeza de Goliat (Viena)
David con la cabeza de Goliat es un cuadro de Caravaggio, que solía repetir en sus cuadros el tema de David frente a Goliat. Se conserva en el Museo de Historia del Arte de Viena, Austria.

## Análisis
Este tema fue uno de los preferidos por Caravaggio, quien veía en él una metáfora de la inteligencia y la habilidad frente a la soberbia. Aquí el asunto adquiere algunos tintes autobiográficos pues el pintor ya ha sido proscrito de la sociedad romana por haber sido encontrado culpable del homicidio de un hombre, cometido durante una reyerta callejera. El cuadro es una alegoría del arrepentimiento que siente el artista por su crimen. A pesar de que es un cuadro de indudable calidad estilística, no resiste la comparación con el cuadro análogo de la Galería Borghese.